# مكتبة بودلي
مكتبة بودلي (Bodleian Library) هي المكتبة البحثية الرئيسية في جامعة أكسفورد، وأحد أقدم المكتبات في أوروبا، وثاني أكبر مكتبة في بريطانيا بعد المكتبة البريطانية. وهي أحد مكتبات الإيداع المعتمدة للأعمال التي تنشر في المملكة المتحدة، كما أنها مخولة بالحصول على نسخة من كل كتاب ينشر في جمهورية أيرلندا. وتعد مكتبة بودلي بشكل أساسي مختصة بالمراجع ولا يسمح بالاستعارة إلى في مجال ضيق أو عن طريق المكتبات الأخرى التابعة لها. وهو بناء مُدرج بالدرجة الأولى.

## تاريخ المكتبة
بالرغم من أن مكتبة بودلي قد تأسست بشكلها الحالي في العام 1602 إلى أن الأدلة التاريخية تشير إلى أن أول مكتبة تم تأسيسها في أكسفورد كانت في القرن الرابع عشر للميلاد، والتي أسسها توماس كوبهام. ومرت المكتبة منذ ذلك الحين بفترات ازدهار في بعض الأحيان، خاصة بعدما تبرع الدوق هامفري (شقيق ملك إنجلترا هنري الخامس) بمجموعة كبيرة من المخطوطات استلزمت أن يكون هنالك مساحة أكبر لعرضها وترتيبها فتقرر بناء مكتبة فوق كلية الإلهيات في جامعة أكسفورد وكان ذلك في العام 1489، وما زالت هذه المكتبة تعرف باسم مكتبة الدوق هامفري.

## توماس بودلي وإعادة التأسيس
شهد القرن السادس عشر تدهوراً في وضع المكتبة إلى الحد الذي تم فيه بيع كثير من أثاث المكتبة وضياع أكثر المخطوطات التي قدمها الدوق همفري حتى لم يبق منها سوى ثلاثة كتب. واستمر ذلك حتى العام 1598 حيث ازدهرت المكتبة مرة أخرى ويعود الفضل في ذلك إلى السيد توماس بودلي الذي راسل نائب رئيس الجامعة يعرض عليه تقديم الدعم والتمويل لتطوير مكتبة الجامعة وإحيائها، ملتزما بتقديم ما يلزم لإعادة المكتبة إلى وضعها الصحيح الذي كانت عليه فيما سبق. وبالفعل لقيت هذه المبادرة ترحيباً من مسؤولي الجامعة وتم إعادة افتتاح مكتبة الدوق هامفري وتبرع السيد بودلي بمجموعة كبيرة من كتبه الخاصة لتوضع فيها. واستمرت أعمال الترميم وتزويد الجامعة بالكتب والأثاث حتى تمت إعادة افتتاحها في 8 تشرين ثاني 1602 تحت اسم «مكتبة بودلي» (وتعرف رسميا بجامعة بودلي).
وتوسعت المكتبة من ذلك الحين وكانت أول عملية توسعة بين العام 1610 و 1612، ثم شهدت المكتبة توسعة جديدة بين العام 1634 و 1637.

## مبنى كلاريندُن

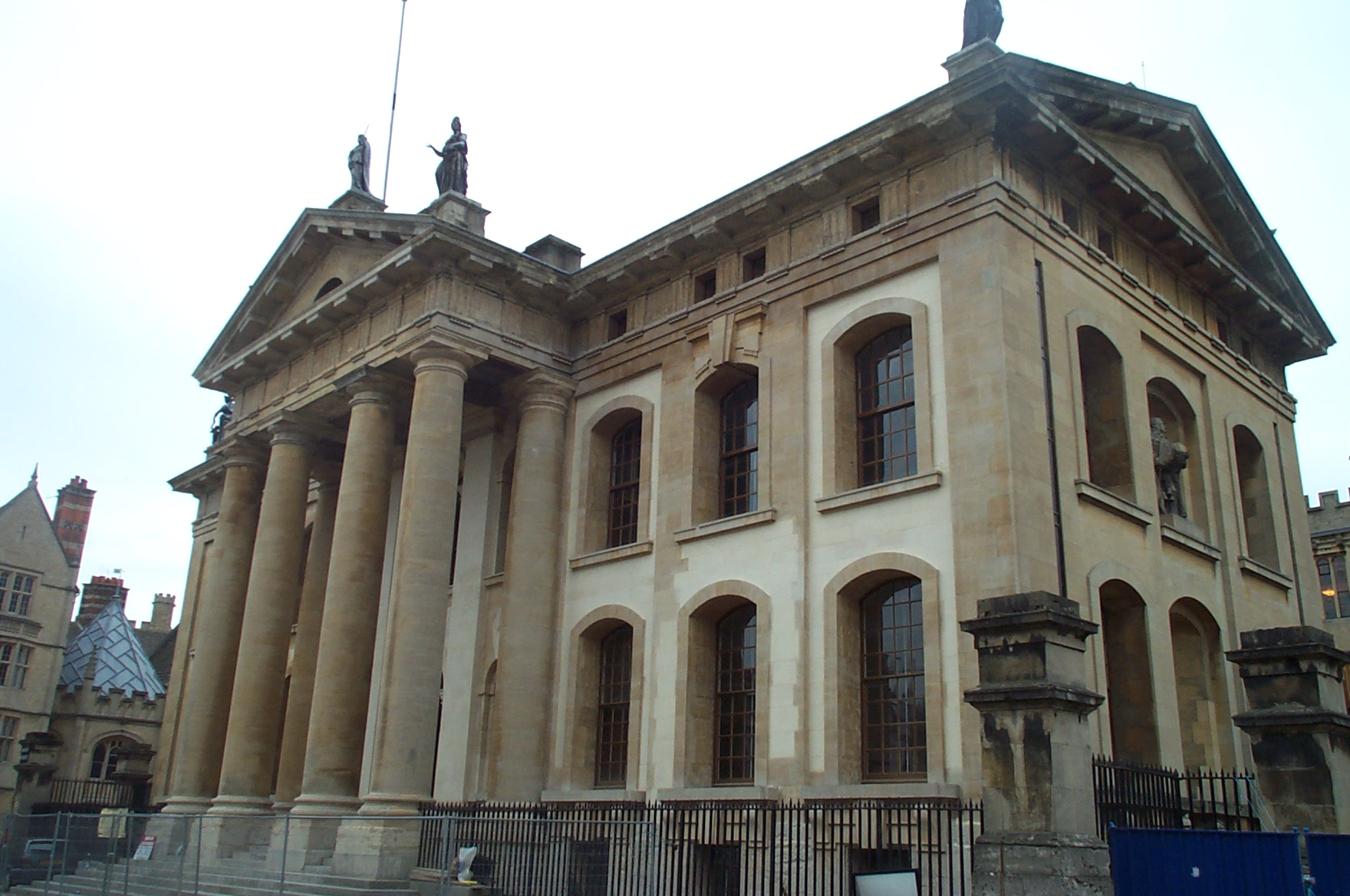
مبنى كلاريندن

تم بناء مبنى كلاريندن بين الفترة 1711-1715 ليكون مقراً لمطبعة جامعة أكسفورد. وفي بداية القرن التاسع عشر انتقلت المطبعة من هذا المبنى ليتم استخدامه من قبل الكادر الإداري للجامعة. وفي العام 1975 انتقل هذا المبنى ليصبح تابعاً لمكتبة بودلي.

## في القرن العشرين
أصبحت مكتبة بودلي في العام 1911 وبموجب قانون حقوق الطبع أحد المكتبات الستة (في ذلك الحين) التي تعتبر مركزاً قانونياً لإيداع الكتب التي تصدر في المملكة المتحدة، حيث يجب توفير نسخة من كل كتاب يصدر في كل واحدة من هذه المكتبات للإجراءات القانونية اللازمة التي ينص عليها قانون حقوق الطبع والتأليف في المملكة.
وقد كانت هنالك أعمال توسعة بين العام 1909 و 1912 تمثلت في إنشاء مخازن للكتب في طابق تحت قاعة وساحة رادكليف، وبلغ عدد مجموع ما تحتويه المكتبة من كتب أكثر من مليون كتاب. واحتاجت المكتبة في العشرينيات المزيد من المساحة لاستيعاب النمو المتسارع الذي تشهده فبدأ في العام 1937 بناء مبنى بودلي الجديد مقابل مبنى كلاريندون، وتم الانتهاء من هذا البناء في العام 1940. وقد جاء هذا البناء متميزاً من ناحية التصميم المعماري، وقد تم تصميمه بحيث يكون هنالك قرابة 60% من الكتب تحت الأرض مع وجود نفق يربط بين المبنى الجديد والمبنى القديم.

## حاضرا
يتبع لمكتبة بودلي حالياً العديد من المباني بالإضافة إلى تسع مكتبات حول أكسفورد مرتبطة بها، وهي:
- مكتبة بودلي اليابانية
- مكتبة بودلي للقانون
- مكتبة مركز الدراسات الهندية
- مكتبة الدراسات الشرقية
- مكتبة كلية الفلسفة
- مكتبة ساكلر
- مكتبة بودلي للدراسات الإفريقية ودول الكومنولث
- مكتبة فير هارمسورث

ومن الأمور التقليدية في مكتبة بودلي أن القراء الذين يدخلون للمكتبة أول مرة يتوجب عليهم التوقيع على تعهد للمحافظة على مقتنيات المكتبة وعدم التدخين أو إشعال أي شيء داخلها والتقيد بجميع التعليمات التي تحددها المكتبة. وقد كان هذا التعهد يتم شفوياً في الماضي وما زال حتى اللحظة ممكناً لمن يرغب في أن يتلو هذا التعهد شفاهاً أمام لجنة المكتبة أن يفعل ذلك عند بداية الفصل الدراسي في جامعة أكسفورد.

## مستقبلا
تشتمل مكتبة بودلي في الوقت الراهن على ما يزيد عن 8 ملايين مادة تغطي مسافة 117 ميلاً من الرفوف ويبلغ عدد الموظفين في المكتبة 400. وهي ثاني أكبر مكتبة في المملكة المتحدة بعد المكتبة البريطانية. وما زال النمو المتسارع الذي تشهده المكتبة يشكل ضغطاً متزايداً للتوسع وزيادة مساحتها، حتى أنه يوجد ما يزيد عن 1,5 مليون مادة خارج أكسفورد لعدم وجود مساحة كافية لوضعها فيها.

## وصلات خارجية
- الموقع الرسمي للمكتبة